# Werner von Falkenstein
Werner von Falkenstein (* um 1355 vermutlich auf Burg Falkenstein; † 4. Oktober 1418 auf Burg Peterseck [Thurnberg, Deuernburg] über Wellmich/Sankt Goarshausen) war von 1388 bis 1418 als Werner III. Erzbischof und Kurfürst von Trier. Er war der Großneffe seines Vorgängers Kuno II. von Falkenstein (1362–1388).

## Leben

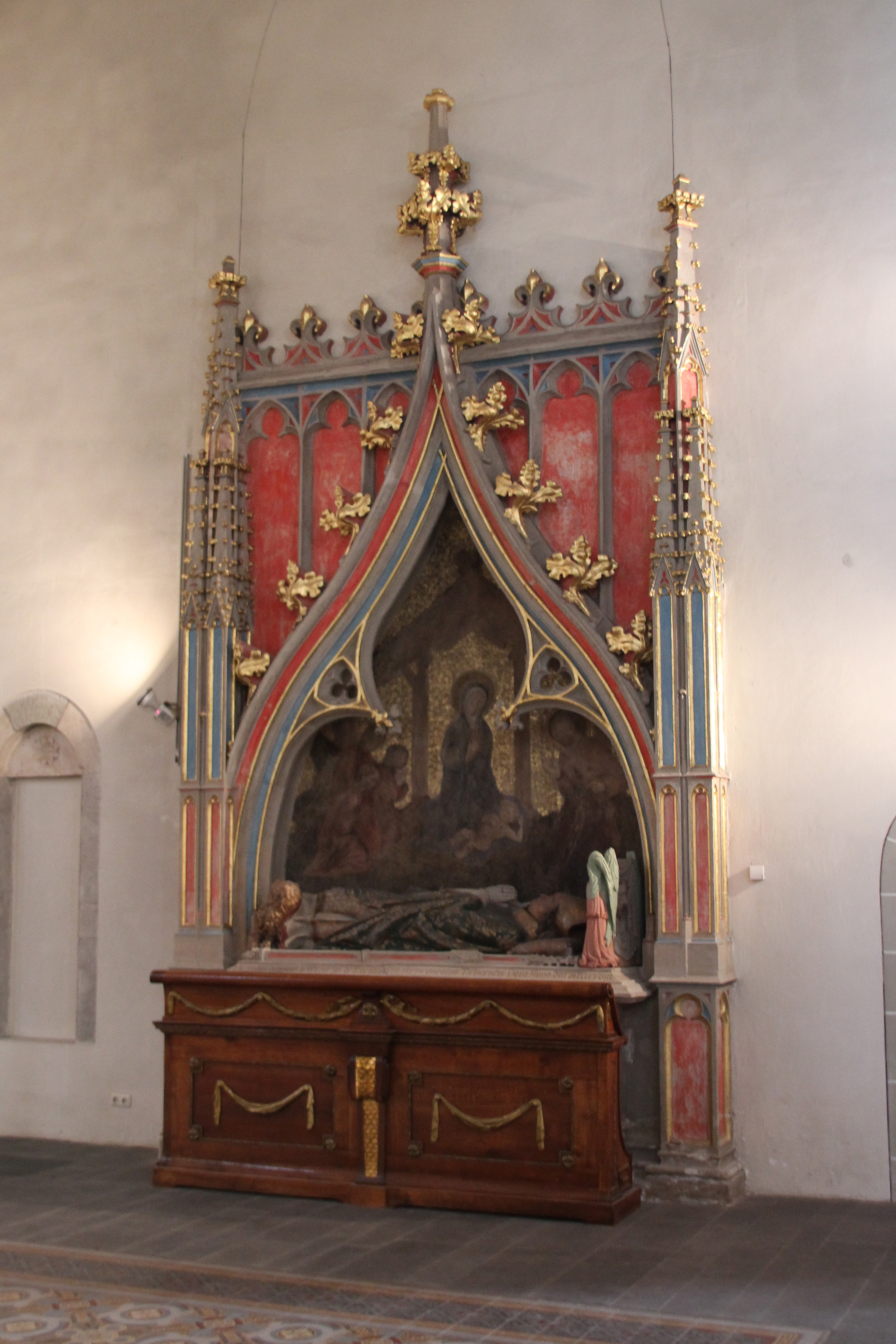
Grabmal von Werner von Falkenstein in der Basilika St. Kastor in Koblenz

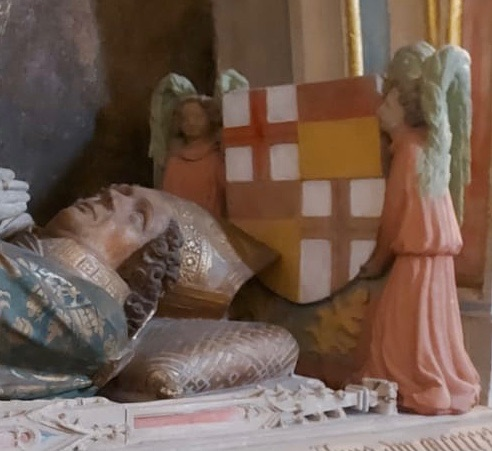
Kopf und Wappen (Detail am Grabmal)

Sein Vater war Philipp VI. von Falkenstein (vor 1332–1374), die Mutter Agnes von Falkenstein († 1383). Er amtierte zunächst als Trierer Archidiakon und wurde am 16. Juni 1384 zum Propst von St. Florin zu Koblenz, später zum Propst von St. Paulin zu Trier ernannt. Nach der Resignation des Erzbischofs Kuno am 6. Januar 1388 wurde er zum Koadjutor und am 3. April von Papst Urban VI. zum Erzbischof ernannt. Um den 21. September 1388 erfolgte seine Weihe zum Priester und Bischof.
Die Ansprüche der Falkensteiner auf die von Kuno angesammelten Gelder in Trier wies er erfolgreich ab und finanzierte damit seine zahlreichen Fehden, die er unter anderem mit den Herren von Schleiden, von Waldeck, von Ehrenberg, den Grafen von Katzenelnbogen auf der Burg Rheinfels und den Städten Oberwesel und St. Goar führte. Der Krieg mit Oberwesel (Weseler Krieg oder Weseler Fehde) ging auf die Verpfändung der mit zahlreichen Rechten und Privilegien ausgestatteten Reichsstadt durch König Heinrich VII. im Jahr 1309 und endgültig 1312 an dessen Bruder, den Trierer Erzbischof Balduin von Luxemburg, zurück. 1389 begann Werner III. von Falkenstein als Landes- und Ortsherr eine einjährige Belagerung der Stadt, bei der auch Kanonen eingesetzt wurden. Da die Herren der Schönburg auf die Trierer Seite wechselten, stand Wesel im Kampf um den Erhalt seiner Rechte allein. Ein beiderseitiges Arrangement schloss den Krieg ab, der Reichsstadt-Status wurde jedoch nicht restauriert.
Durch die Fehden wurde das Land stark verwüstet, der Staat ging bankrott, und Werner III. sah sich mit einer starken Opposition im Trierer Domkapitel konfrontiert, das 1399 Papst Bonifaz IX. bat, dem erkrankten Erzbischof einen Koadjutor an die Seite zu stellen, was aber nicht erfolgte.
1402 ließ Werner von Falkenstein in der Pellenz die nach ihm benannte Burg Wernerseck als Grenzfestung gegen den Erzbischof von Köln errichten. In Mayen verlegte er am 24. Juli 1405 die bis dahin an Marienfeiertagen abgehaltenen drei Jahrmärkte auf andere Termine und damit den im Laufe der Jahrhunderte traditionell und bekannt gewordenen Lukasmarkt auf den Sonntag nach Lukas (18. Oktober).
An den Konzilien von Pisa (1409) und Konstanz hatte Erzbischof Werner keinen entscheidenden Anteil; er überließ die Last der Aufgaben seinem späteren Nachfolger als Erzbischof, dem Dompropst Otto von Ziegenhain. Während eines Angriffs auf St. Goar starb er und wurde im Chor der Kirche St. Kastor zu Koblenz bestattet.
Das Geschlecht der Falkensteiner starb mit dem Tod von Werner III. 1418 im Mannesstamme aus.